# Badkoets

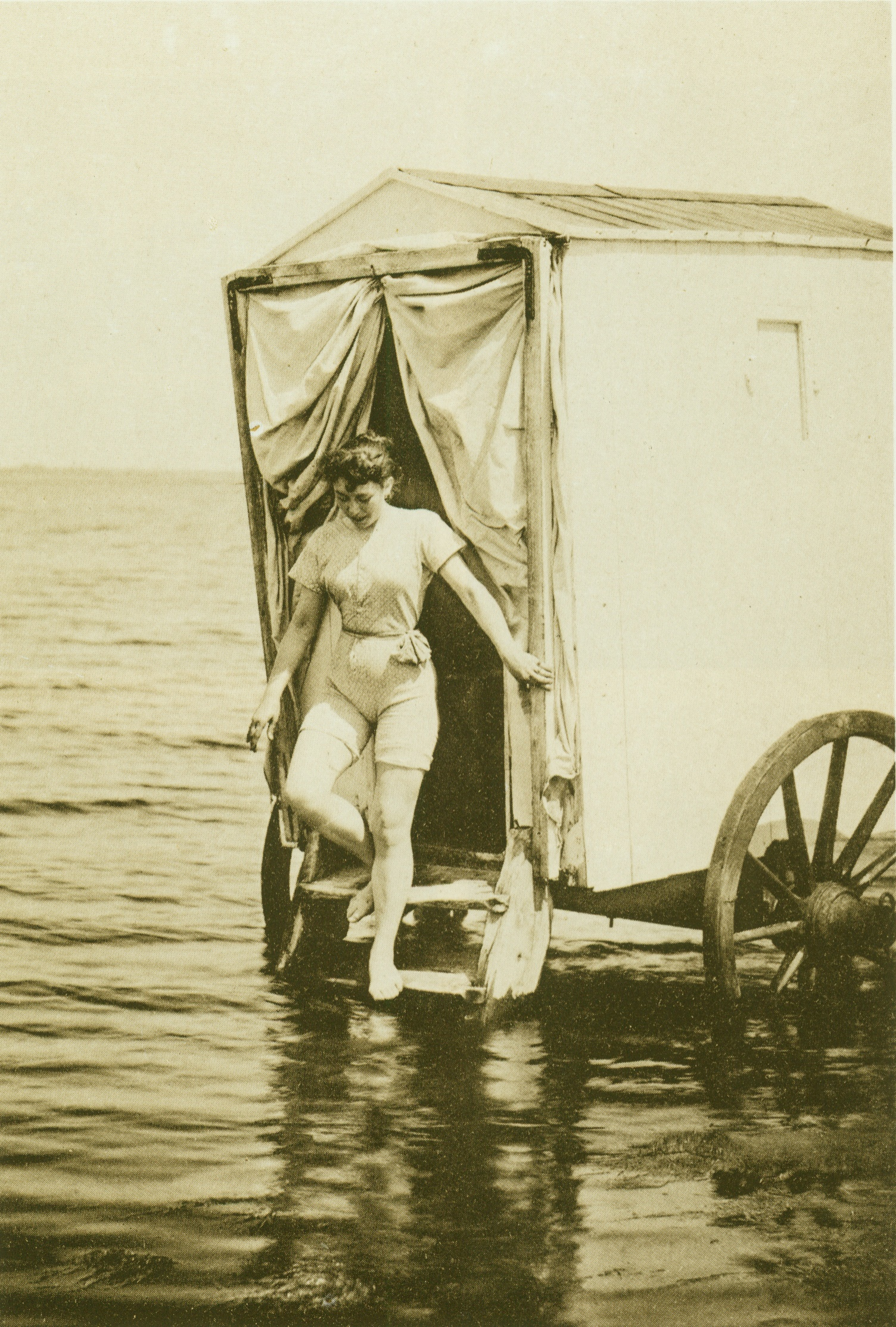
Badkoets

Een badkoets of badkar (Vlaams) is een kar met twee of vier wielen om badgasten de zee in te rijden. 
De badkoets is in de Victoriaanse 19e eeuw ontstaan. Badgasten – vooral vrouwen – konden zich in de koets verkleden terwijl de koets naar diep water werd gereden. De koets werd gedraaid met de ingang van het strand af gericht. Zo konden de gebruikers onbespied te water gaan. 
Desondanks werden er badpakken gedragen die bijna het hele lichaam bedekten.
Badkoetsen waren te vinden langs de kusten van Engeland, Duitsland, Nederland en België in de 19e eeuw en het begin van de 20e eeuw. De kar was voorzien van een linnen kap of van een houten hutje met een deur naar de achterkant. De binnenkant was voorzien van een paar banken, een spiegel, ophanghaken voor de kleren en een bellenkoord. Dat laatste was nodig om aan de koetsier te melden dat men weer naar het strand gereden kon worden, want de koetsier mocht natuurlijk niet kijken. 
De badkoets werd meestal door een paard getrokken, maar vaak ook door badknechten of badvrouwen zoals de gewoonte was op Norderney. Langs de Oostzee hadden badkoetsen doorgaans twee wielen, langs de Noordzeekust vier. Langs de Noordzeekust verschenen ze het eerst in 1778 in Blankenberge. Het betrof hier een Brits initiatief. Op Norderney verschenen de koetsen in 1797. In Scheveningen werden de eerste badkoetsen gezien in 1818 en in Domburg eerst in 1834. Voor de wachtenden bij de koetsen werden soms kleine wachtlokalen neergezet, op Norderney moest men bij grote drukte een nummer trekken.